# Groupe de travail (réseau informatique)
Pour les articles homonymes, voir Groupe de travail.
Dans les réseaux informatiques, un groupe de travail (workgroup en anglais) est un regroupement logique de machines au sein duquel chaque machine gère (ou non) la sécurité de l'accès à ses ressources partagées.
Le groupe de travail est le terme utilisé par Microsoft pour désigner un réseau local pair-à-pair. Les ordinateurs exécutant les systèmes d'exploitation Microsoft dans le même groupe de travail peuvent partager par exemple des fichiers, des imprimantes. Dans un groupe de travail il n'y a pas d'authentification centralisée et chaque poste dispose de sa propre base SAM d'identifiants.
Le groupe de travail contraste avec un domaine Active Directory, dans lequel les ordinateurs reposent sur une authentification centralisée.
Le mode workgroup ne nécessite pas de configuration DNS pour fonctionner. Pour localiser les autres postes et leurs services les clients utilisent les protocoles de broadcast NetBIOS, LLMNR, Bonjour ou PNRP.

## Voir également
- Windows for Workgroups 3.1 - la version la plus ancienne de Windows pour mettre en place un groupe de travail
- Windows Home Group - fonctionnalité introduite dans Windows 7 et supprimée ultérieurement dans Windows 10 (version 1803) qui permet aux postes utilisateurs de partager plus facilement leurs contenus
- Samba (informatique) - implémentation SMB et NetBIOS pour environnement Unix qui permet à un poste Linux ou BSD de communiquer avec un groupe de travail Windows